# Pavel Tarnavetskiy
Pavel Tarnavetskiy (Ucrania, Unión Soviética, 21 de febrero de 1961) fue un atleta soviético, especializado en la prueba de decatlón en la que llegó a ser medallista de bronce mundial en 1987.

## Carrera deportiva
En el Mundial de Roma 1987 ganó la medalla de bronce en la competición de decatlón con un total de 8375 puntos, quedando en el podio tras los alemanes Torsten Voss y Siegfried Wentz.